# 小千谷総合病院
小千谷総合病院（おぢやそうごうびょういん）は、新潟県小千谷市にある医療機関。新潟県厚生農業協同組合連合会（JA新潟厚生連）が運営している病院である。
なお2017年3月まで小千谷総合病院を名乗っていた病院（小千谷市本町1丁目13-33に所在）は、公益財団法人小千谷総合病院が運営していた。

## 沿革
- 2017年4月 - 公益財団法人小千谷総合病院とJA新潟厚生連が運営していた魚沼病院が統合し、小千谷総合病院を開設。

## 外来
- 内科
- 消化器内科
- 呼吸器内科
- 循環器内科
- 血液内科
- 内分泌・代謝内科
- 人工透析内科
- 神経内科
- 心療内科
- 小児科
- 外科
- 乳腺外科
- 呼吸器外科
- 心臓血管外科
- 整形外科
- 脳神経外科
- 皮膚科
- 泌尿器科
- 産婦人科
- 耳鼻咽喉科
- 眼科
- 麻酔科
- 総合診療科

## 付属施設
- 十日町診療所 - 十日町市泉町29。
- 岩沢診療所 - 小千谷市岩沢1003。診療科は内科のみ。無床。
- 介護老人保健施設　水仙の家 - 小千谷市元町10-1。